# Рачички Бријег
Рачички Бријег (итал. Castel Racizze) је насељено место у унутрашњости Истарске жупаније, Република Хрватска. Административно је у саставу града Бузета.

## Становништво
Према последњем попису становништва из 2001. године у насељу Рачички Бријег живело је 48 становника који су живели у 16 породичних домаћинстава.
Кретање броја становника по пописима 1857—2001.
| година пописа  | 1857. | 1869. | 1880. | 1890. | 1900. | 1910. | 1921. | 1931. | 1948. | 1953. | 1961. | 1971. | 1981. | 1991. | 2001. |
| бр. становника | 0     | 0     | 82    | 79    | 107   | 133   | 0     | 0     | 107   | 103   | 70    | 54    | 42    | 52    | 48    |

Напомена:У 1921. и 1931. подаци су садржани у насељу Подкук. У 1857. и 1869. садржи податке за насеље Пеничићи